# كلينت بارتون (عالم مارفل السينمائي)
كلينتون فرانسيس "كلينت" بارتون هو شخصية خيالية يجسدها جيريمي رينر في عالم مارفل السينمائي (MCU)، والمبنية على شخصية تحمل الاسم نفسه من قصص مارفل المصورة، ويُعرف بشكل أكثر شيوعًا بلقب هوك آي. يُصوَّر بارتون كخبير في الرماية بالقوس، دقة التصويب، والقتال اليدوي، مع تفضيله استخدام القوس المنحني كسلاحه الأساسي. بارتون عميل في وكالة "شيلد" (S.H.I.E.L.D.)، أُرسل لقتل ناتاشا رومانوف، لكنه قرر بدلًا من ذلك ضمّها إلى صفوفه ومصادقتها.
أصبح بارتون عضوًا مؤسسًا في فريق المنتقمون بعد أن جنده ستيف روجرز، وشارك في معركة نيويورك، وانتفاضة هيدرا، والصراع ضد ألترون. انحاز بارتون إلى روجرز خلال النزاع الداخلي لفريق المنتقمين حول اتفاقيات سوكوفيا، وُضع نتيجةً لذلك تحت الإقامة الجبرية. بعد أن أُبيدت عائلة بارتون خلال "الإختفاء" (Blip)، أصبح حارسًا مقنعًا يعمل خارج القانون، وشرع في تفكيك الجريمة المنظمة بعنف حول العالم تحت هوية "رونين". عاد لاحقًا للانضمام إلى المنتقمين خلال مهمتهم لعكس أفعال "ثانوس" باستخدام السفر عبر الزمن؛ وحصل بارتون على "حجر الروح بعد أن ضحّت رومانوف بنفسها للحصول عليه. نجح بارتون وحلفاؤه في استعادة تريليونات الأرواح التي فقدت على يد ثانوس، وشارك في المعركة النهائية ضد نسخة بديلة له، والتي انتهت بانتصارهم. بعد أن اجتمع مجددًا مع عائلته التي استعادت حياتها، تسببت فترة عمله كـرونين في استمرار النزاعات مع عناصر مختلفة من الجريمة المنظمة، وتبنّى تلميذة تدعى كيت بيشوب.
ظهر بارتون لأول مرة عبر مشهد قصير في فيلم ثور عام 2011، لكنه أصبح لاحقًا شخصية محورية في عالم مارفل السينمائي، حيث شارك في ستة أفلام حتى عام 2024، ولعب الدور الرئيسي في مسلسل هوك آي القصير عام 2021، كما ظهرت نسخ بديلة من بارتون من داخل الكون المتعدد في مسلسل الرسوم المتحركة ماذا لو...؟ عام 2021، مع رينر الذي أعاد تجسيد الشخصية.

## سيرة الشخصية الخيالية

### عميل شيلد
يعمل بارتون كعميل في شيلد، ويتم إرساله لقتل ناتاشا رومانوف، ولكن بدلاً من ذلك يقوم بتجنيدها. يصبحان صديقين مقربين ويخدمان في مهام مختلفة معًا، بما في ذلك مهمة في بودابست، حيث تحاول رومانوف قتل الجنرال دريكوف. في مرحلة ما، يتزوج بارتون من لورا بارتون. نيك فيوري يساعده في إنشاء بيت آمن لعائلته في مزرعة في ريف آيوا.
في 2010، تم إرسال بارتون في مهمة إلى نيومكسيكو. هناك يسلح نفسه بقوس مركب ويستعد لقتل ثور لمنعه من استعادة ميولنير. ومع ذلك، بعد أن شاهد ثور يفشل في رفع المطرقة، اختار عدم القيام بذلك.

### معركة نيويورك
في عام 2012، كان بارتون يعمل في منشأة أبحاث بعيدة تابعة لمنظمة شيلد مع فيوري عندما وصل لوكي واستخدم صولجانه لوضع بارتون تحت السيطرة على العقل وسرقة تيسراكت. يسافرون إلى شتوتغارت، حيث يسرق بارتون الإيريديوم اللازم لتثبيت قوة التيسيراكت، بينما يُشتت لوكي انتباههم. يُؤسر لوكي ويُؤخذ إلى حاملة المروحيات التابعة لشيلد، والتي يهاجمها بارتون بعناصر أخرى مُتحكّم بها عقليًا. على متن حاملة المروحيات، يقاتل بارتون رومانوف، التي تسقطه أرضًا، مُحطمة سيطرة لوكي. تساعده رومانوف على التعافي. تم تجنيد بارتون من قبل ستيف روجرز وأصبح عضوًا مؤسسًا في فريق المنتقمون مع روجرز، ورومانوف، وتوني ستارك، وبروس بانر، وثور. يشارك في معركة في مدينة نيويورك ضد تشيتوري ويساعد في هزيمة لوكي في برج ستارك. انضم بارتون إلى الفريق في مطعم حيث تناولوا الطعام في صمت. بعد أن ودع الفريق ثور ولوكي في سنترال بارك، انطلق هو ورومانوف معًا بالسيارة.

### عصر ألترون
في عام 2015، هاجم بارتون ورومانوف وستارك وروجرز وبانر وثور منشأة هيدرا في سوكوفيا في محاولة لاستعادة الصولجان. ومع ذلك، أصيب بارتون بجروح خطيرة على يد بيترو ماكسيموف وسلاح الهيدرا، ولكن تم شفاؤه بواسطة الدكتورة هيلين تشو في برج المنتقمون. يحضر بارتون حفل المنتقمون الاحتفالي، ويلتقي بـجيمس رودس وسام ويلسون، ويحاول رفع ميولنير لكنه يفشل. يشاهد بارتون الهجوم الأول لـألترون على البرج وهروبه بالصولجان. يسافر بارتون والآخرون إلى جوهانسبرغ، حيث يحاولون إيقافه، ولكن الجميع، باستثناء بارتون، خدعوا بقوى واندا ماكسيموف. يأخذ بارتون الفريق المهزوم إلى منزله، حيث يكتشف الفريق أن لديه زوجة حاملةً تُدعى لورا وطفلين يُدعيان كوبر وليلى. هناك، يصل فيوري ويشجع الفريق على تجميع ألترون وإيقافه.
يسافر بارتون ورومانوف وروجرز إلى سيول لمنع ألترون من تحميل شبكته إلى جسم فايبرانيوم يعمل بحجر العقل. ينجحون، وينقل بارتون الجثة الواعية إلى برج المنتقمين. كما يتعقب إشارة رومانوف الملتقطة في سوكوفيا. بعد استيقاظ فيجن، يعود بارتون والآخرون إلى سوكوفيا لصد ألترون. هناك، يلتقي بارتون برومانوف، ويشارك في المعركة ضد ألترون، ويقنع ماكسيموف بأن تصبح من المنتقمين، وينقذه بيترو الذي ضحى بحياته لحماية بارتون وطفل سوكوفيا من نيران ألترون. بعد المعركة، يتقاعد بارتون ويعود إلى المنزل، حيث يطلق هو ولورا على ابنهما حديث الولادة اسم ناثانيال بيترو بارتون، تكريمًا لرومانوف وبيترو.

### اتفاقيات سوكوفيا
في عام 2016، يعود بارتون من التقاعد لمساعدة روجرز في معارضته لسيطرة الأمم المتحدة على المنتقمون عبر اتفاقيات سوكوفيا. يذهب إلى مجمع المنتقمون لاستعادة ماكسيموف، لكنه يواجه فيجن، حتى تتمكن ماكسيموف من إعاقته. ثم يقوم بارتون وماكسيموف بتجنيد سكوت لانغ ويسافران إلى مطار لايبزيغ هاله في ألمانيا للانضمام إلى روجرز وويلسون وباكي بارنز. لكن فريق ستارك، المكون من رودس، رومانوف، بيتر باركر، تي شالا، وفيجن، اعترض طريقهم. بعد هروب روجرز وبارنز، نُقل بارتون، وويلسون، ماكسيموف، ولانغ إلى الطوافة. عندما زاره ستارك، وبخه بارتون علانية. لاحقًا، فرّق روجرز بينه وبين لانغ وويلسون وماكسيموف، وتفاوض هو ولانغ على صفقات مع الحكومة الأمريكية وفقًا للاتفاقيات ليحصلا على فترة إقامة جبرية بدلًا من ذلك.